# Diplazium agyokuense
Diplazium agyokuense là một loài thực vật có mạch trong họ Woodsiaceae. Loài này được Tagawa miêu tả khoa học đầu tiên năm 1938.